# Västberga allébro
Västberga allébro (le nom n'est pas officiel) est un pont routier du quartier de Västberga à Stockholm en Suède. 

## Situation
Västberga allébro est un pont routier emprunté par la rue Västberga allé et passant au-dessus de la gare de triage de la zone industrielle de Västberga (sv) dans le sud de Stockholm. 
Il y avait deux ponts à cet endroit avant la construction du pont actuel. 
Le premier pont sur la ligne principale était un pont en arc en béton construit vers 1910. 
En mai 2017, un nouveau pont en arc a été inauguré, cette fois en acier. 
Il a remplacé une construction antérieure datant de 1961.
Le nouveau pont en arc qui offre une meilleure accessibilité et une meilleure sécurité pour la circulation des piétons, des cyclistes et des voitures dans la zone de Västberga allé.
La construction a débuté en novembre 2015. Les travaux ont été achevés le 2 juin 2017, date à laquelle le pont a été ouverts à la circulation.

## Galerie

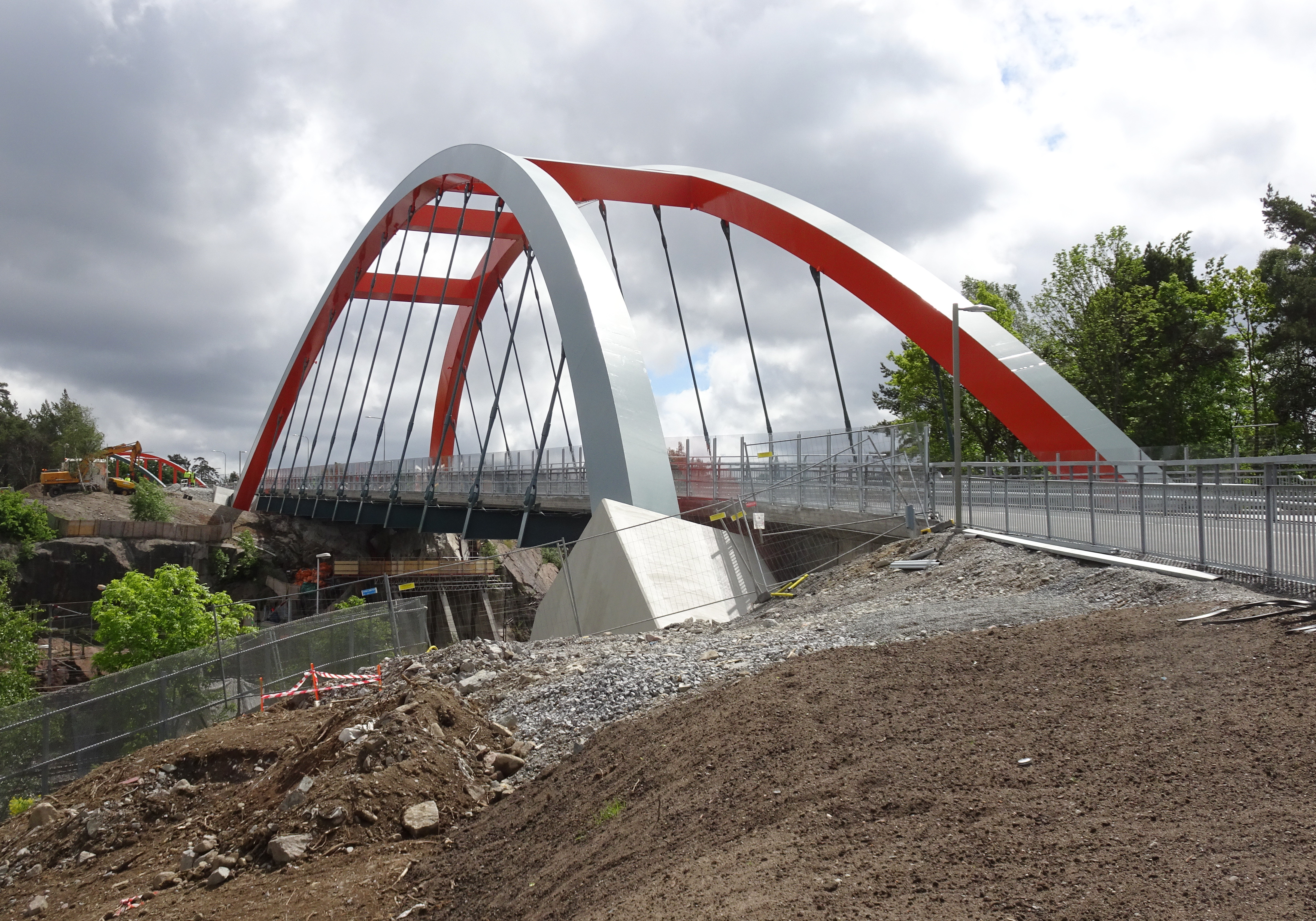
Le pont vu de l'ouest.
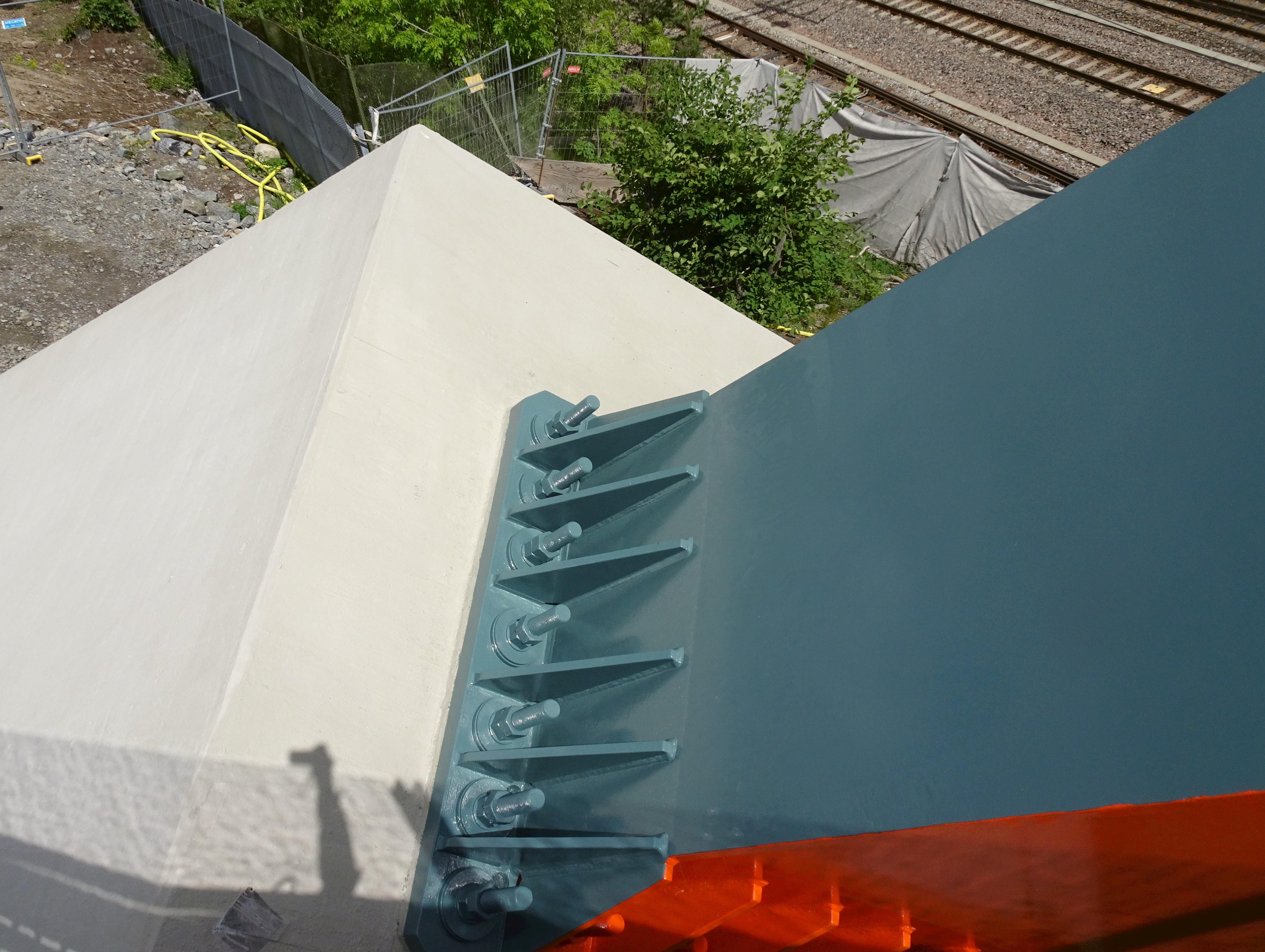
Le support de l'arche du pont.
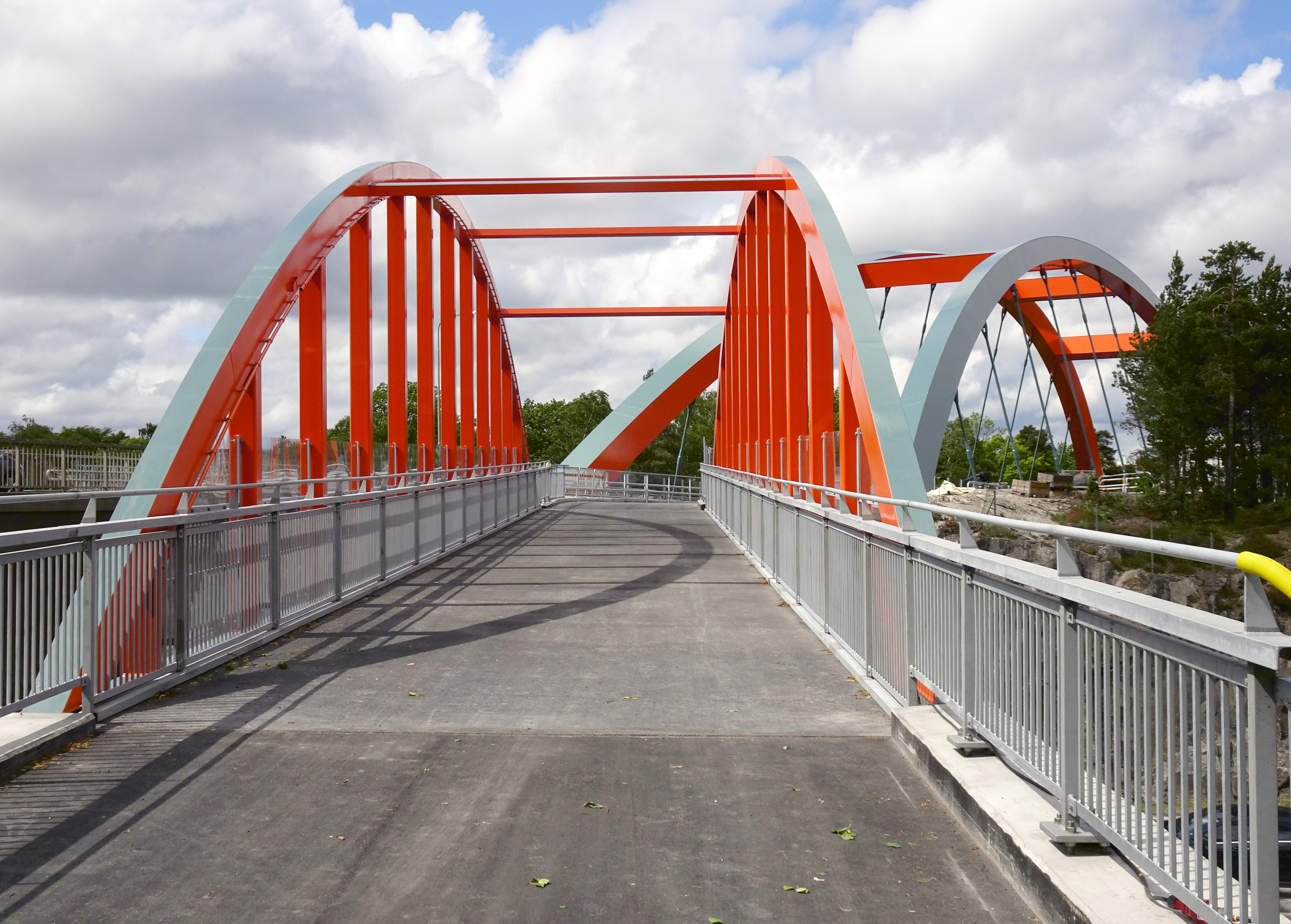
Le pont piétonnier et cyclable avec le pont routier en arrière-plan.
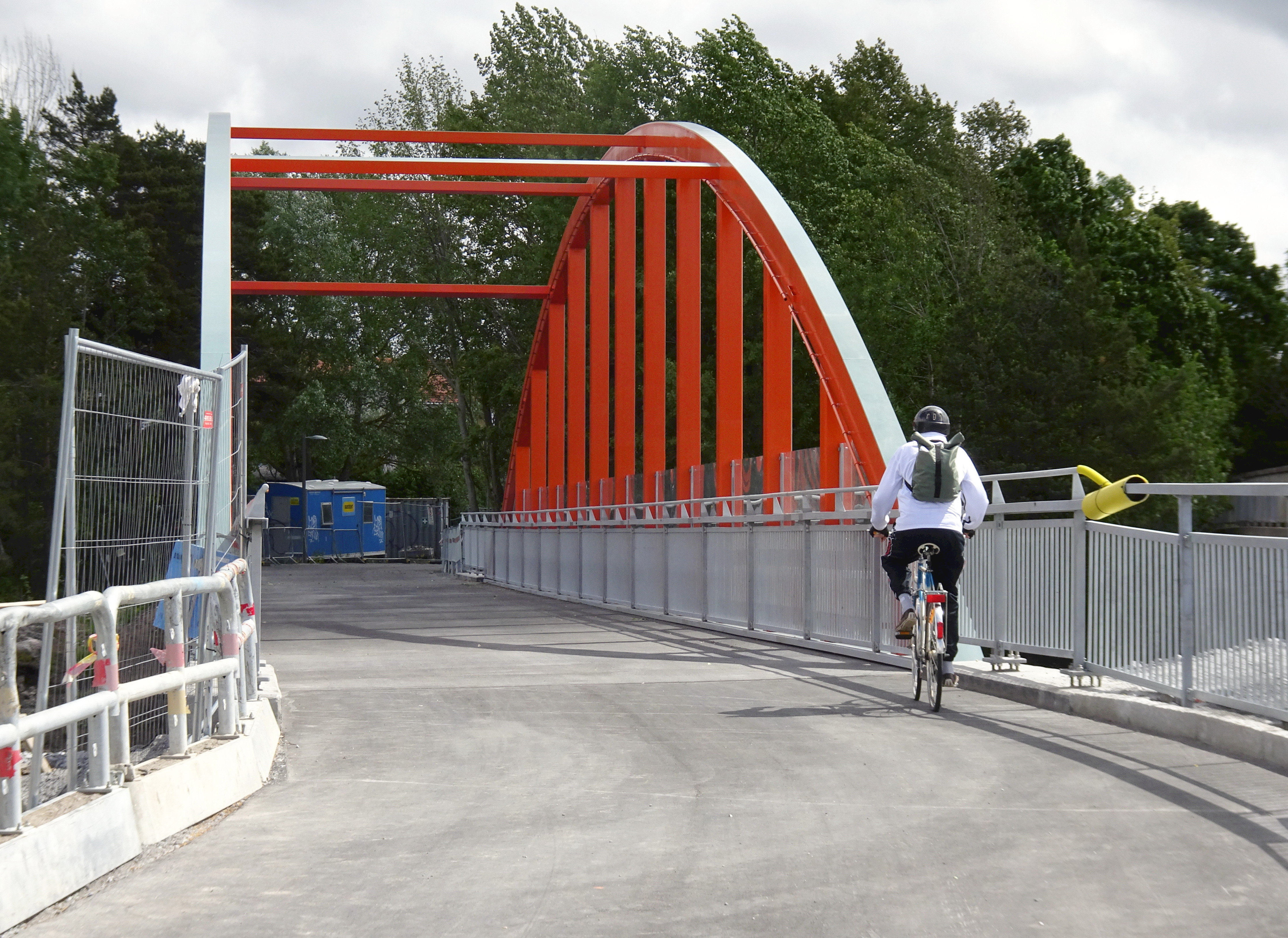
Le pont piétonnier et cyclable vu de l'ouest.